# Hippopotamyrus
Hippopotamyrus es un género de  peces en la familia Mormyridae endémico del continente Africano que, en función de su morfología, puede agruparse dentro de los denominados «lucios del río Nilo», junto con Brienomyrus, Mormyrops, Marcusenius, Petrocephalus y Pollimyrus. Su área de distribución incluye al bajo Guinea.
Este género posee pequeñas barbas y se caracteriza por poseer una cabeza alargada que puede llegar a medir el doble de su alto; carecen de la extensión del aparato bucal de los peces elefante, la forma de su cuerpo y su morfología general ha dado lugar a que sean conocidos entre los aficionados a los acuarios con el nombre de «ballenas bebés» o «peces delfín».

## Especies
- Hippopotamyrus aelsbroecki (Poll, 1945)
- Hippopotamyrus ansorgii (Boulenger, 1905)
- Hippopotamyrus castor Pappenheim, 1906
- Hippopotamyrus grahami (Norman, 1928)
- Hippopotamyrus harringtoni (Boulenger, 1905)
- Hippopotamyrus longilateralis Kramer & Swartz, 2010
- Hippopotamyrus macrops (Boulenger, 1909)
- Hippopotamyrus macroterops (Boulenger, 1920)
- Hippopotamyrus pappenheimi (Boulenger, 1910)
- Hippopotamyrus paugyi Lévêque & Bigorne, 1985
- Hippopotamyrus pictus (Marcusen, 1864)
- Hippopotamyrus psittacus (Boulenger, 1897)
- Hippopotamyrus retrodorsalis (Nichols & Griscom, 1917)
- Hippopotamyrus szaboi Kramer, van der Bank & Wink, 2004
- Hippopotamyrus weeksii (Boulenger, 1902)
- Hippopotamyrus wilverthi (Boulenger, 1898)